# Quadruple Alliance

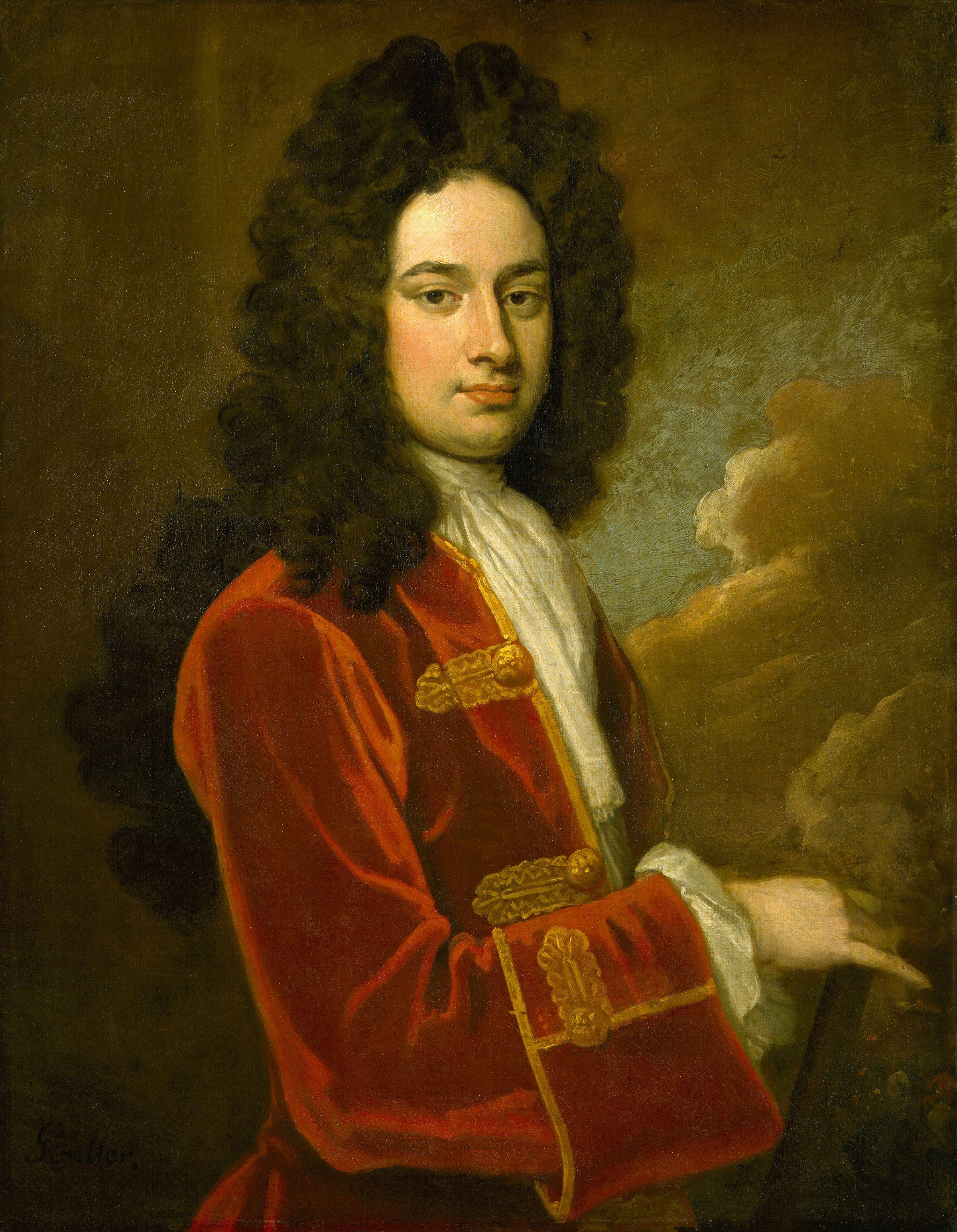
Gen. James Stanhope

Quadruple Alliance, czwórprzymierze – sojusz Wielkiej Brytanii, Francji, Habsburgów i Niderlandów utworzony w 1718 roku przez Jamesa Stanhope’a, 1. hrabię Stanhope.

## Sojusz brytyjsko-francuski
Po zakończeniu wojny o sukcesję hiszpańską i podpisaniu pokoju w Utrechcie, nastąpiło w 1716 r. zbliżenie pomiędzy dwoma najpotężniejszymi wówczas kolonialnymi mocarstwami europejskimi: Wielką Brytanią i Francją, które zawarły sojusz (arbitraż) mający dominujące i stabilizujące znaczenie w Europie. W jego ramach oba te państwa dążyły do zatrzymania zagrażających ich interesom ekspansji Rosji na Morzu Bałtyckim i Hiszpanii na Morzu Śródziemnym.

## Czwórprzymierze przeciwko Hiszpanii
Kiedy więc w roku 1717 Hiszpania zajęła Sardynię, należącą od czasu pokoju w Utrechcie do Habsburgów austriackich, zaś rok później w ręce Hiszpanów wpadła Sycylia; 2 sierpnia 1718 r. Wielka Brytania, Francja, Habsburgowie i Niderlandy zawarły sojusz antyhiszpański znany jako Quadruple Alliance, tj. „czwórprzymierze”. Do sojuszu przystąpiła też Sabaudia (reprezentant: Giuseppe Provana di Pralungo).
W latach 1718–1720 toczyła się wojna czwórprzymierza z Hiszpanią zakończona zwycięstwem państw czwórprzymierza i pokojem w Hadze 17 lutego 1720, na mocy którego Hiszpania musiała m.in. przekazać Sycylię Habsburgom austriackim. Istnienie sojuszu potwierdził Traktat wiedeński z 1731 roku.
Kierowniczą rolę w czwórprzymierzu miały Wielka Brytania i Francja. Sojusz ten umożliwił tym dwóm wielkim mocarstwom kontrolowanie przez niemal 20 lat sytuacji politycznej na kontynencie europejskim. Francja zdołała odbudować swój prestiż właśnie dzięki niemu, lecz jak tylko to uczyniła, do głosu doszli w Wersalu antybrytyjsko nastawieni ministrowie tacy jak Germain Louis Chauvelin.

## Koniec sojuszu
Sojusz brytyjsko-francuski zaczął się załamywać już w r. 1731, kiedy to sojusznikiem Habsburgów stała się Wielka Brytania, a sojuszowi temu sprzyjała Rosja. Z kolei w 1734 w wojnie o sukcesję polską Francja popierająca kandydaturę Stanisława Leszczyńskiego na króla Polski starła się z habsburskim kandydatem Augustem III. Następnie w roku 1741, kiedy to wybuchła wojna o sukcesję austriacką, Wielka Brytania i Niderlandy stanęła po stronie Austrii, zaś Francja i Hiszpania znalazły się po przeciwnej stronie – oznaczało to definitywny rozpad czwórprzymierza. W ramach wojny w Ameryce Północnej między Wielką Brytanią a Francją wybuchła w 1744 tzw. Wojna króla Jerzego. Od tego momentu zaczął się kolejny cykl wojen kolonialnych między Wielką Brytanią a Francją (1744–1815)